# Нифон (Русайле)
Нифон Русайле (рум. Mitropolit Nifon в світі Ніколає Русайле рум. Nicolae Rusailă, 1789 Бухарест — 5 травня 1875 Бухарест) — митрополит-примас Православної церкви Румунії (1865-1875).

## Біографія
Народився в 1789 (у 1797 згідно з Димитрієм Розетті), в Бухаресті в румунській родині. Він відвідував церковну школу Оцетарі. У 1809 році вступив до монастиря Черніка, де приймає чернецтво з ім'ям Нифон. Він був висвячений ієродиякона, а в 1826 році - в ієромонаха.
1 лютого 1827 року єпископом Римницьким Неофітом зведений в економа, ставрофора і протосинкела Римницької єпархії, а в 1836 - в архімандрита. Після того, як єпископ Неофіт займає кафедру митрополита, він призначений 19 грудня 1839 року настоятелем в Монастир Коція.
Наприкінці 1841 року він призначений вікарієм Унгровлашської митрополії. 24 жовтня 1842 року відбулася його єпископська хіротонія — він стає титульним єпископом Севастійським, зберігши посаду вікарія митрополії. Під час Революції в 1848 році був призначений тимчасовим керуючим Римницької єпархії (січень 1848 - вересень 1850), а після відставки митрополита Неофіта він керував, як вікарій, Унгровлашською митрополією (11 серпня 1849 - 14 вересня 1851).
14 вересня 1850 року був обраний митрополитом Унгровлаським. 8 жовтня 1850 року відбулася його інтронізація. Єпархіальні богословські семінарії, закриті під час революції 1848 року, знову відкрилися 1851 року. У 1852 році він заснував друкарню, в якій він редагував майже всі книги про роботу (пізніше він узяв її на себе). За свій рахунок він переробив кілька монастирів (Монастир Замфіра, Скит Четецуй у Римніку-Вилча) і заклав фундамент церкви в Летка-Ноуе.
Митрополит Нифон виконав ad hoc посаду президента Дивана в Бухаресті 29 вересня 1857 року та виборчих зборів, які обрали господаря Александру  Йоана Кузу 24 січня 1859 року. У 1864 році створено і Сенат Румунії, митрополит Нифон став першим головою Сенату. Під час його предстоятельства було проведено відомі церковні реформи Александру Йоана Кузи (секуляризація монастирських багатств, Синодальний закон, Закон про призначення митрополитів та єпархіальних архієреїв).
11 січня 1865 року йому було надано звання «митрополит-примас» Румунії.
10 травня 1866 вітає принца Кароля, який того ж дня присягає на вірність митрополиту. У 1872 році було оприлюднено «органічний закон про обрання митрополитів та єпископів та про створення Святого Синоду».
17 листопада 1872 року за свої кошти заснував другу семінарію в Бухаресті з 4 класами, що носила його ім'я. Ця семінарія збереглася до 1948 року на кошти, залишені митрополитом і доходів маєтку Летка-Ноуе.
Митрополит Нифон помер 5 травня 1875 року в Бухаресті, похований у монастирі Черніка.